# Yakushima
Yakushima (屋久島) é uma das ilhas do Japão, localizada a sul de Kyushu e integrada na província de Kagoshima, esta ilha que se assemelha a um pentágono irregular, está separada de Tanegashima pelo estreito de Vincennes (Yakushima Kaikyō).
O ponto mais alto da ilha é o Miyanoura-dake com 1935 m de altitude. A ilha está coberta por uma densa floresta, composta sobretudo por Criptoméria, árvore conhecida como Sugi no Japão, esta antiga floresta característica dos climas temperados é Património Mundial.
A ilha de Yakushima tem também sido um local de testes da empresa Honda, para o desenvolvimento do seu motor a hidrogénio. A electricidade na ilha é produzida por uma central hidroeléctrica e o superavit energético tem sido utilizado para produzir hidrogénio, assim Yakushima é um modelo para uma sociedade totalmente livre de emissões de gases de efeito de estufa.